# Николаевка (Оконешниковский район)
Николаевка — деревня в Оконешниковском районе Омской области России. Входит в состав Золотонивского сельского поселения.

## История
Основана в 1860 году. В 1928 г. состояла из 268 хозяйств, основное население — зыряне. Центр Николаевского сельсовета Калачинского района Омского округа Сибирского края.

## Население
| 2002 | 2010 |
| ---- | ---- |
| 276  | ↘169 |